# Pan Nikdo (seriál)
Pan Nikdo (v anglickém originále Nowhere Man) je americký akční televizní seriál, jehož autorem je Lawrence Hertzog. Premiérově byl vysílán v letech 1995–1996 na stanici UPN. Celkově bylo natočeno 25 dílů, po první řadě byl seriál zrušen.

## Příběh
Fotografovi Thomasi Veilovi z Evanstonu v Illinois najednou zmizí veškerý jeho dosavadní život. Jeho přátelé tvrdí, že ho neznají, manželka říká, že ho nepoznává, a žije s jiným mužem, nefungují mu kreditní karty, nejlepší přítel náhle zemře, jeho fotografické studio vlastní někdo jiný a jeho matka utrpí mozkovou příhodu, takže není schopna potvrdit jeho totožnost. Tom pojme podezření, že se stal cílem rozsáhlého spiknutí. Tuto skutečnost spojí se svou fotkou, kterou pořídil jako fotoreportér o rok dříve v Jižní Americe a na níž zachytil, jak vojáci, kteří se zdají američtí, oběsí čtyři muže. Tato fotografie z výstavy, již pořádal, zmizela rovněž. Vydává se tak pátrat po svých možných pronásledovatelích a chce zjistit, proč je pro ně onen snímek, jehož negativ naštěstí stále má, tak důležitý.

## Obsazení
- Bruce Greenwood jako Thomas Veil

## Vysílání
| Řada | Díly | Premiéra v USA | Premiéra v USA  | Premiéra v ČR  | Premiéra v ČR   |
| Řada | Díly | První díl      | Poslední díl    | První díl      | Poslední díl    |
| ---- | ---- | -------------- | --------------- | -------------- | --------------- |
| 1    | 25   | 28. srpna 1995 | 20. května 1996 | 22. dubna 2004 | 26. května 2004 |